# Ozols (рэпер)
Гиртс Розенталс (род. 21 июля 1979, Рига, ЛССР), более известный под псевдонимом Ozols (рус. Озолс) — латвийский рэпер, один из основоположников жанра хип-хоп в Латвии.

## Биография

### Детство
О детстве музыканта нет достоверной информации. Известно, что родился 21 июля 1979 года и вырос в Риге.

### Карьера
Свою карьеру начал в 1996 году в группе Fact в качестве бас-гитариста, но с 2000 года работает как сольный исполнитель, под псевдонимом Ozols. Создал хип-хоп объединения Riga Records и Austrumbloks. Озолс трижды получал награду «Латвийская музыкальная пластинка года». После долгого перерыва в 2008 году, с рэпером Nātre он выпустил Streetshop Mixtape Vol. 1, а годом позже — его четвертый студийный альбом «Neatkarība». В 2018 году выпустил альбом «Neona pilsēta», самая популярная песня из этого альбома — «Stils». Активно сотрудничал с известными музыкальными исполнителями, такими как rolands če, PRUSAX и xantikvariātu.

### Личная жизнь
В 2004 году он участвовал в реалити-шоу TV3 «Džungļu zvaigzne». Озолс также владеет магазином одежды Streetshop. В 2014 году открылся магазин обуви и одежды HoodShop. Линия одежды «Stils» вышла в свет в последние годы. Одежда связана с популярными хип-хоп песнями.
В 2016 году он женился на Еве Розенталь.

## Дискография

### В группе Fact

#### Альбомы
- Creepin' Shadows EP (1997)
- F.A.C.T (1998)
- My Riga EP (1999)

### Соло-карьера

#### Альбомы
- Cieņa un mīlestība (2001)
- Augstāk, tālāk, stiprāk (2002)
- Dūzis (2003)
- Neatkarība (2009)
- Cieņa un mīlestība (2015)
- Atpakaļ nākotnē (2015)
- Semestris (2017)
- Neona pilsēta (2018)
- Yauda (2020)
- 1979 (2023)

#### Синглы
- Neko 2005 (2000)
- O.Z.O.L.S (2001)
- OzRaps/O’79 (2002)
- Mirāža (2012)
- Piemēri (2013)
- Sapņotājs (2013)
- Ilgojos (2014)
- Superhaips (2015)
- Stils (2019)
- Dimanta Svelme (2022)
- Straume ‘24" Artūrs Skutelis, Ods, goča, Wiesulis (2024)

#### Микстейпы
- Streetshop Mixtape Vol. 1 (2008)